# Mario Party 2
Mario Party 2 (マリオパーティ2 Mario Pāti Tsū?) es un videojuego de tablero multitemático desarrollado por Hudson Soft y publicado por Nintendo para su videoconsola Nintendo 64. El juego fue comercializado en Japón el 17 de diciembre de 1999, y en Estados Unidos, Europa y Australia los días 24 de enero, 12 de octubre y 6 de noviembre del 2000 respectivamente.
Fue comercializado en la Wii como un juego descargable para la Consola Virtual en el año 2010, también apareciendo en la Consola Virtual de Wii U en el 2016 y como parte del catálogo de videojuegos de Nintendo 64 disponible en Nintendo Switch Online.
Mario Party 2 es una secuela directa de Mario Party y el segundo juego de la serie Mario Party, seguido por Mario Party 3.

## Argumento
Mario, Luigi, Peach, Yoshi, Wario y Donkey Kong han organizado una fiesta para contar sus aventuras y compartir sus deseos de crear un nuevo territorio donde desarrollan sus habilidades. Sin embargo pronto surge un conflicto entre los personajes con respecto al nombre de esta tierra y a quien debería concederse el honor de ser su representante. Mientras tanto, Bowser ha invadido el lugar y se ha proclamado a sí mismo rey. Mario y sus amigos deben derrotarle y así obtener el derecho de darle el nombre a la nueva tierra de los juegos.

## Modo de juego
El objetivo del juego es obtener más estrellas que los demás jugadores tras el turno final en cada uno de los seis tableros temáticos. Cada ronda se compone de dos fases diferenciadas. En la primera fase cada jugador se mueve de acuerdo con el número conseguido en el lanzamiento del dado, con la posibilidad de utilizar previamente algún objeto que tenga en su inventario o comprarlo. Después de cada tirada es seguido por un minijuego donde el ganador puede obtener monedas que se usan para comprar objetos y estrellas. Ocasionalmente entre las dos fases se producen eventos que afectan a los participantes involucrados, sea si uno de ellos cae en una casilla de Bowser o bien en eventos de duelo donde se disputan las monedas de los jugadores.
Hay seis personajes seleccionables pertenecientes a la franquicia de Super Mario: Mario, Luigi, la Princesa Peach, Yoshi, Wario y Donkey Kong. cuyos vestuarios varían en los seis tableros disponibles. Los personajes no controlables —Toad, Baby Bowser, Boo, Koopa Troopa y Bowser— cumplen diferentes roles en el juego, desde la venta de objetos y estrellas hasta castigar o beneficiar a los jugadores durante el transcurso de la partida.

### Minijuegos
El juego incorpora 64 minijuegos donde el jugador puede obtener monedas u objetos en el modo historia. Se pueden dividir en tres tipos de eventos. Los minijuegos de duelo donde dos jugadores que comparten la misma casilla o bien tras usarse el guante de duelo se retan entre sí para obtener monedas o estrellas apostadas previamente; Los minijuegos de batalla, los cuales son juegos de supervivencia para obtener monedas. Finalmente; y los minijuegos de objeto en la cual se puede conseguirse objetos para su posterior uso en el tablero. Todos ellos pueden ser practicados antes de ser jugados durante la etapa de presentación del juego, que incluye las instrucciones y objetivo.
Estos juegos pueden comprarse y ser jugados en el Mundo de los minijuegos en los niveles de dificultad fácil, normal y difícil.

### Objetos
En esta nueva entrega se introducen dos nuevos tipos de edificios: la tienda de objetos y el Banco Koopa, así como nuevos objetos que pueden ser obtenidos por el jugador robándolos, comprándolos o ganándolos en minijuegos y que le permiten tener ventaja durante la sesión de juego. Cada uno de éstos tienen un efecto diferente. Por ejemplo, el champiñón rojo permite lanzar el dado dos veces y moverse la cantidad de espacios correspondientes de acuerdo al resultado de la suma de ambos dados; si se obtiene en los dos lanzamientos el mismo número, el jugador consigue diez monedas adicionales.
| Nombre del objeto        | Efecto principal                                                         | Efecto secundario                                          |
| ------------------------ | ------------------------------------------------------------------------ | ---------------------------------------------------------- |
| Champiñón                | Tira el dado dos veces                                                   | Se obtiene 10 monedas si coincide los números de la tirada |
| Champiñón dorado         | Tira el dado tres veces                                                  | Se obtiene 30 monedas si coincide los números de la tirada |
| Cofre del saqueo         | Roba un objeto al azar a un personaje                                    |                                                            |
| Guante de duelo          | Se compite contra un oponente por monedas                                |                                                            |
| Llave esqueleto          | Abre las puertas esqueleto para acceder a nuevas áreas                   |                                                            |
| Lámpara mágica           | Lleva al jugador a la casilla donde se encuentra la estrella             |                                                            |
| Campana Boo              | Llama al fantasma Boo para robar monedas o una estrella                  |                                                            |
| Traje de Bowser          | Quita 20 monedas a los personajes que te encuentres                      | Consigues 20 monedas de Bowser                             |
| Bomba Bowser             | Bowser tira tres dados y quita monedas a los jugadores que se encuentre. |                                                            |
| Bloque de teletransporte | Cambia posiciones con un personaje elegido al azar.                      |                                                            |

## Recepción
Mario Party 2 recibió generalmente reseñas positivas. Fue alabado por sus añadidos con respecto al juego original. Sin embargo, no fue considerado que mejorase la fórmula del primer juego, al seguir priorizando el énfasis en el azar en lugar de la habilidad del jugador y no aportar la misma diversión si no es jugado en modo multijugador.
GameSpot y Nintendo Life valoraron positivamente la rejugabilidad con respecto al anterior juego debido a la introducción de minijuegos menos irritantes, con unos objetivos concretos y controles más simplistas. IGN, por su parte, dio una puntuación de 7.9 sobre 10, criticando que a pesar de la adición de nuevo contenido y mantener el mismo modo de juego que mantenía con respecto a su predecesor no era lo suficientemente innovador para comprarlo.